# Pouilly-sur-Loire
Pouilly-sur-Loire là một xã trong tỉnh Nièvre, thuộc vùng Bourgogne-Franche-Comté của nước Pháp, có dân số là 1.718 người (thời điểm 1999). Xã nằm cạnh sông Loire, 11 km về phía đông nam của Sancerre.

## Nhân khẩu học
| 1962  | 1968  | 1975  | 1982  | 1990  | 1999  |
| ----- | ----- | ----- | ----- | ----- | ----- |
| 1 804 | 1 850 | 1 790 | 1 723 | 1 708 | 1 718 |